# Christoph Frick (1974)
Christoph Frick (28 agosto 1974) è un ex calciatore liechtensteinese, di ruolo difensore.

## Carriera

### Nazionale
Ha collezionato 19 presenze con la propria nazionale.

## Palmarès

### Club

#### Competizioni nazionali
- Coppa del Liechtenstein: 1

Balzers: 1996-1997